# Cătălin Țăranu
Cătălin Țăranu (En japonés: タラヌ・カタリン, Taranu Katarin), nació el 31 de marzo de 1973 en Rumania, es uno de los pocos jugadores profesionales de Go no provenientes de un país asiático.

## Biografía
Țăranu comenzó a aprender Go de Cristian Cobeli en 1989, a la edad de 16 años. Su primer triunfo fue en un torneo para jugadores de entre 10 y 4 Kyū, cuándo se encontraba en una posición de 6 kyū. En esa oportunidad, ganó las ocho partidas que disputó. Alcanzó el 1 dan amateur luego de un año, y justo un año más tarde llegó hasta 4 dan. Fue invitado a Japón por Saijo Masataka en 1995. Rápidamente se unió a la rama de Nagoya del Nihon-Kiin convirtiéndose un insei. Luego de dos años,  se convirtió en el segundo europeo (después de Manfred Wimmer de Austria en 1978) en aprobar el examen profesional. Es así como a Cătălin le tomo solo 4 años lograr 5p (5-dan profesional).
Ganó el Campeonato Europeo de Go en 2008.
Fue presidente de la Federación Rumana de Go entre 2009 y 2011.